# Ixamatus varius
Ixamatus varius là một loài nhện trong họ Nemesiidae.
Ixamatus varius được miêu tả năm 1873 bởi L. Koch.